# Navas
Navas este un cartier din districtul 9, Sant Andreu, al orasului Barcelona.
1. ↑  El Punt Avui, 8 noiembrie 2023, accesat în 13 ianuarie 2024